# إدوارد لي
إدوارد لي (بالإنجليزية: Edward Lee)‏ (1 يناير 1801 بإنجلترا في المملكة المتحدة - ) هو لاعب كرة قدم بريطاني في مركز الوسط. لعب مع نادي بيرنلي.